# Jean Richepin
Jean Richepin (ur. 4 lutego 1849 w Al-Madijji, zm. 12 grudnia 1926 w Paryżu) – francuski dramaturg, pisarz i poeta, członek Akademii Francuskiej od 1908 r. (fotel 2), przedstawiciel naturalizmu.

## Życiorys
Był synem lekarza. Porzucił studia medyczne na rzecz studiowania literatury na École normale supérieure w Paryżu. Po ukończeniu studiów w 1870 r. walczył w oddziałach partyzanckich podczas wojny francusko-pruskiej. W 1876 r. został skazany na miesiąc więzienia z powodu wulgarnego języka użytego w tomiku La Chanson des gueux. Od 5 marca 1908 r. był członkiem Akademii Francuskiej.
Odznaczony Legią Honorową w klasie Komandora.

## Twórczość
W swojej twórczości skupiał się na opisywaniu niższych warst społecznych używając ostrego, wulgarnego języka. Tworzył tomiki poezji, m.in. Les Caresses (1877), Les Blasphèmes (1884), La Mer (1886), Mes Paradis (1894), Les Glas (1923); powieści, m.in. Les Étapes d’un réfractaire (1872), Lep (1881, wyd. pol. 1921), Miarka, la fille à l’ours (1883), Les Braves gens (1886), Césarine (1888), Les Grandes amoureuses (1896) oraz dramaty, m.in. Nana Sahib (1883) i Le Chemineau (1897).